# Обсада на Варна (1828)
Обсадата на Варна от юли до септември 1828 година е епизод от Руско-турската война (1828 – 1829).

## Стратегическо значение на Варна
Наред с Шумен, Русчук и Силистра, Варненската крепост е част от укрепения четириъгълник, който прегражда пътя на руските войски през лятото на 1828 година. В града е разположен значителен гарнизон, който охранява най-удобното пристанище в западното Черноморие и подстъпите към източните старопланински проходи. Овладяването му е ключов елемент от руските планове, тъй като осигурява източния фланг и улеснява снабдяването по море на войските, настъпващи към Цариград.

## Ход на военните действия

### Начало на обсадата
След завладяването на Браила и Добруджа през юни руското командване съсредоточава основните си сили срещу шуменската османска групировка, отделяйки 4 500 бойци за заслон срещу Варна. В първите дни на юли този незначителен отряд е прогонен от 10-хилядния корпус на варненския комендант Юсуф паша. Към края на същия месец обаче силите се изравняват с пристигането на ескадрата на адмирал Алексей Грейг, която стоварва десант начело с генерал Александър Меншиков. Меншиков и Грейг предприемат блокада на крепостта от север и по море, съпроводена с ожесточено бомбардиране на укрепленията и самия град. Гарнизонът се държи благодарение на подкрепленията и провизиите, които получава от юг.

### Бой при Курт тепе
Поради недостига на хора и характера на местността (варненският лиман удължава значително комуникационните линии), Меншиков и заменилият го след раняването му в началото на август генерал Михаил Воронцов нямат възможност да прекъснат напълно комуникациите на крепостта. Това става в края на август, когато руското командване се отказва от опитите за превземане на Шумен и пренасочва силите си към Варна. Със значителни подкрепления от Русия обсадната армия достига 30 000 войници с внушителна артилерия (112 обсадни и 52 корабни оръдия). Южно от Варна е изпратен 5-хиляден отряд.
За да деблокира крепостта, в средата на септември в същия район се събира 30-хилядна османска войска начело с Омер паша Вриони. На свой ред, руското командване притегля допълнително войски от действащите срещу Варна и Шумен и на 18 септември атакува от две страни лагера на Вриони на възвишението Курт тепе. Проведена некоординирано и с малко сили (10 000 руснаци срещу 25 000 турци), атаката се проваля, но османският пълководец не предприема сериозен опит да разкъса обсадата.
През втората половина на септември при Варна пристига и императорът на Русия Николай I, който наблюдава бойните действия от борда на линейния кораб "Париж" и от възвишението Турна тепе (Николаев връх).

### Падане на крепостта
Докато траят маневрите южно от Варна, сапьорските действия срещу крепостта напредват. Интензивният оръдеен и ракетен обстрел нанася тежки загуби на гарнизона. На 25 септември руски войскови части проникват през срутилата се стена на един от крепостните бастиони. Защитниците отбиват щурма, но бездействието на деблокиращата армия и изчерпването на провизиите обезсмислят по-нататъшната съпротива. Четири дни по-късно крепостта капитулира.

## Последици
Въпреки неуспешната обсада на Силистра от същата есен, с превземането на Варна руската армия се закрепва трайно на изходни позиции към Цариград. През пролетта на 1829 година турците правят опит да си върнат крепостта, но са отблъснати в боя при Ески Арнаутлар.

## Памет
В памет на боевете и преизползвайки строителен материал от стените на варненската крепост, през 1880 г. във Варна започва изграждането на катедралния храм Успение Богородично.